# Rozkladová komise
Rozkladová komise je poradní orgán ústředního orgánu státní správy, který navrhuje vedoucímu ústředního orgánu státní správy (např. ministrovi) rozhodnutí v řízení o rozkladu. Stanovisko rozkladové komise není pro vedoucího, který o rozkladu rozhoduje, závazné.
Rozkladová komise má nejméně pět členů. Předsedu a ostatní členy rozkladové komise jmenuje ministr nebo vedoucí jiného ústředního orgánu státní správy. Většinu členů rozkladové komise tvoří odborníci, kteří nejsou zaměstnanci dotčeného ústředního orgánu státní správy. Rozkladová komise může jednat a přijímat usnesení v nejméně pětičlenných senátech a většina přítomných členů musí být odborníci, kteří nejsou zaměstnanci ústředního orgánu státní správy.